# Paweł Beręsewicz
Paweł Beręsewicz (n. 1970, Varșovia) este un poet, traducător, lexicograf polonez. Scrie romane, povești și poezii pentru copii. Este laureat al premiului Guliver, al concursului literar al Asociației Poloneze a Editorilor de Cărți, Premiul Literar Kornel Makuszyński.
Paweł Beręsewicz și-a terminat studiile la Universitatea din Varșovia, secția neofilologie (anglistică).
A lucrat ca profesor de limba engleză la Liceul Reytan din Varșovia. Cărțile pentru copii sunt tipărite începând cu anul 2004. La început a colaborat cu Editura Skrzat, ulterior și cu Editura Literatura din Łódz. Nu numai că scrie pentru cititorul tânăr, dar și traduce, printre alții Mark Twain (Aventurile lui Tom Sawyer), Brian Patten (Uriașul din Povestea Zamczyska), Edith Nesbit (Cartea dragonilor), Margaret Mahy (Schimbarea). Este autorul sau coautorul dicționarelor polon-englez și englez-polon și al Marelui Dicționar PWN-Oxford.

## Opere
- Toate laicele lui Marczuk- poveste pentru tineret (Editura Literatura, 2012)
- Când am plecat cu Julka Maj- poveste pentru tineret (Editura Literatura , 2011)
- Profesionalii- Povești pentru copii (Editura Literatura, 2011)
- Dacă războiul este pentru fete (Editura Literatura, 2010)
- Păpusile lui Dorotka - poezii pentru copii ( Editura Skrzat, 2004)
- Campanie salvatoare - poezii pentru copii (Editura Skrzat, 2005)
- Vești de acasă - culegere de exerciții, ghicitori și texte pentru copii (Editura Skrzat, 2005)
- Cum m-am îndrăgostit de Kaska Kwiatek - roman pentru tineret (Editura Skrzat, 2005)
- Ce s-a întâmplat la Ciumki? – povești pentru copii (Editura Skrzat, 2005)
- Domnul Mamutko și animalele - povești pentru copii (Editura Skrzat, 2006)
- Poveștile lui Ciumki inclusiv una tristă- povești pentru copii (Editura Skrzat, 2007)
- De exemplu Małgośka- roman pentru tineret (Editura Literatura, 2008)
- Le chiorăie burta scriitorilor?(Editura Literatura, 2008)
- Pentru ca cuțitele să meargă (Editura Literatura, 2008)
- Dicționar de povești  polon-englez și englez-polon pentru copii (Editura Literatura, 2009)
- Marea expediție a lui Ciumki- povești pentru copii (Editura Skrzat, 2009)
- Varșovia - Plimbări cu Ciumki- ghid de familie (Editura Skrzat, 2009)

## Premii
- Premiul „Guliver în țara Giganților“ pentru anul 2005 recunoscut de revista Guliver pentru cartea „Ce s-a întâmplat la Ciumki?“
- Premiul la  Concursul Literar PTWK VII în categoria literaturii pentru copii și tineret pentru cartea „Ce s-a intamplat la Ciumki?“
- Premiul literar Kornel Makuszyński în 2008 pentru cartea „Poveștile lui Ciumki inclusiv una tristă“